# Shaw (Washington, D.C.)
Shaw é um bairro central localizada no quadrante noroeste de Washington, D.C., nos Estados Unidos. Shaw e o U Street Corridor são áreas historicamente conhecidas como os centros sociais, econômicos e culturais afro-americanos da cidade. Shaw também foi testemunha de protestos, marchas e revoltas que lutaram para conquistar igualdade racial em todo o país, algumas delas sendo organizadas por Martin Luther King, Jr. e Malcolm X. O Distrito de Columbia tem designado boa parte de Shaw como Distrito Histórico de Shaw, e Shaw também possui em seu território o Distrito Histórico de Blagden Alley-Naylor Court, listado no Registro Nacional.